# Bitwa o śledzie
Bitwa o śledzie – bitwa stoczona niedaleko miejscowości Rouvray-Sainte-Croix na północ od Orleanu, 12 lutego 1429 roku podczas oblężenia Orleanu w czasie wojny stuletniej. Konwój z zaopatrzeniem dla oblegających od października poprzedniego roku miasto Anglików zaatakowały wojska francuskie dowodzone przez Karola I, hrabiego Clermont. Francuzów wspierały wojska szkockie, dowodzone przez Lorda Wielkiego Konstabla Szkocji Johna Stewarta (ok. 1380–1429).
Konwój, którym dowodził sir John Fastolf, wyruszył z Paryża. Według źródeł (Regine Pernoud i Marie-Veronique Clin) było to około 300 wozów z bełtami, działa wraz z amunicją, a także beczki śledzi. Te ostatnie wysłano, by zapewnić wyżywienie oblegającej armii podczas zbliżającego się wielkiego postu, od nich pochodzi nazwa tej bitwy.

## Przebieg bitwy i jej skutki
Armia francuska, oceniana na 3 do 4 tysięcy ludzi, uderzyła na znacznie mniejsze siły angielskie. Anglicy zajmowali pozycję defensywną, z wozów z zaopatrzeniem oraz wystawionych ostrzy stworzyli ochronę przed szarżą kawalerii. Podobna taktyka została wykorzystana podczas bitwy pod Azincourt.
Atak rozpoczęła jednak szkocka piechota pod dowództwem Stewarta, wbrew rozkazom Karola I. Szkoci nie byli mocno opancerzeni, znaczne straty zadali im łucznicy i kusznicy schronieni za barykadą z wozów. Zachęceni brakiem reakcji konnicy francuskiej, Anglicy ruszyli do kontrataku.
Straty wojsk francusko-szkockich szacowane są na około 400 ludzi, poległ dowódca szkocki John Stewart. Wśród rannych był Jean de Dunois, zwany Bastardem Orleańskim.
Za winnego porażki uznano Karola I. Niedługo po bitwie Karol wraz z Dunois i 2000 żołnierzy opuścili Orlean, co osłabiło morale i wolę obrony miasta.
Było to najważniejsze starcie podczas oblężenia Orleanu od jego rozpoczęcia aż do końca kwietnia 1429, gdy Joanna d’Arc oswobodziła miasto.

## Bitwa w kulturze
Opis bitwy o śledzie znalazł się w powieści fantastyczno-historycznej Andrzeja Sapkowskiego Lux perpetua. Powieść jest częścią trylogii osadzonej w realiach piętnastowiecznego Śląska podczas wojen husyckich, a opis bitwy nie jest związany z główną fabułą utworu. Według niej sir John Fastolf miał przyjąć taktykę użycia wozów do budowy barykady na wzór wozów bojowych, stosowanych przez Jana Žižkę (nazywanego przez Fastolfa królem Sheeshka) w armii taborytów, których uważał za mieszkańców Azji Mniejszej. Po bitwie Fastolf oświadcza, że bitwa o śledzie będzie pamiętana na wieki, a o nim będą pisać sztuki.
Bitwa pojawiła się również w utworze brytyjskiego pisarza Roberta Nye Falstaff: Being the Acta Domini Johannis Fastolfe, or Life and Valiant Deeds of Sir John Faustoff, or t Barclay Franks, gdzie jest opowiedziana z punktu widzenia angielskiego dowódcy.